# Baryum
Baryum (chemická značka Ba, latinsky Barium) je pátým prvkem z řady kovů alkalických zemin, je to měkký, velmi reaktivní a toxický kov.

## Základní fyzikálně-chemické vlastnosti

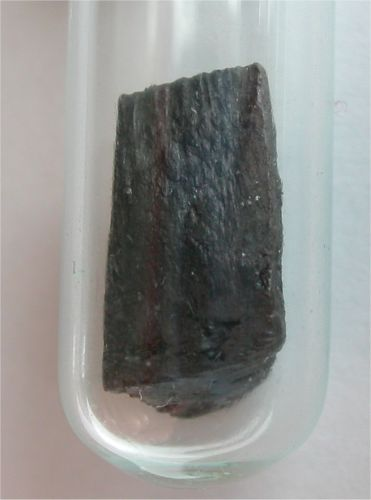
Kovové baryum

Všechny rozpustné soli barya jsou prudce jedovaté. Baryum je poměrně měkký, lehký, reaktivní kov, který se svými vlastnostmi více podobá vlastnostem alkalických kovů. V kapalném amoniaku se rozpouští za vzniku černého roztoku. Baryum patří k lepším vodičům elektrického proudu a tepla. Je nejreaktivnější z kovů alkalických zemin a reaktivitou se podobá alkalickým kovům, jeho reaktivita je natolik vysoká, že může být dlouhodobě uchováváno pouze pod vrstvou alifatických uhlovodíků (jako petrolej, nafta) s nimiž nereaguje. Soli barya barví plamen zeleně.
Baryum je velmi reaktivní a v přírodě vytváří pouze barnaté sloučeniny Ba2+. V laboratoři lze připravit sloučeniny (tzv. superbáze), ve kterých může mít stroncium baridový anion Ba2−, takovéto sloučeniny jsou velmi nestabilní a patří mezi nejsilnější redukční činidla. Baryum reaguje za pokojové teploty s vodou i kyslíkem. Na vzduchu se okamžitě pokrývá vrstvou nažloutlého oxidu barnatého, práškové baryum je na vzduchu schopno samovolného vznícení. Při zahřátí se snadno slučuje s dusíkem na nitrid barnatý Ba3N2 a s vodíkem na hydrid barnatý BaH2 a i s velkým množstvím prvků tvoří za vyšších teplot sloučeniny.
Baryum je zásadotvorný prvek a rozpouští se v běžných kyselinách za tvorby barnatých solí. Nerozpouští se v roztocích hydroxidů.

## Historický vývoj
Těživec (baryt) BaSO4 byl poprvé poznán na základě objevu boloňského obuvníka v roce 1602, který zjistil, že při žíhání síranu barnatého s organickými látkami začíná látka fosforeskovat – boloňské fosfory.
Roku 1732 objevil William Withering uhličitan barnatý v nerostu, který byl později po něm nazván witherit. Oxid barnatý byl objeven roku 1774 Carlem Scheelem, který zprvu nepoznal, že jde o sloučeninu nové zeminy, která souvisí s těživcem. Zjistil to teprve Johan Gottlieb Gahn a po něm to pak potvrdil Carl Scheele. Po tomto objevu dali těživci název baryt z řeckého barys – těžký. Tento název přešel i na prvek – baryum.
Baryum poprvé připravil sir Humphry Davy roku 1808 elektrolýzou barnatého amalgamu, který si připravil elektrolýzou slabě zvlhčeného hydroxidu barnatého za použití rtuťové katody.

## Výskyt v přírodě

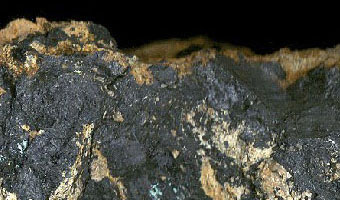
Psilomelan – Ba(Mn^{2+})(Mn^{4+})_{8}O_{16}(OH)_{4}

Největší producenti barya v roce 2010

Díky své vysoké reaktivitě je v přírodě možné se setkat prakticky pouze se sloučeninami barya. Ve všech svých sloučeninách se vyskytuje pouze v mocenství Ba2+.
Výskyt barya v přírodě i okolním vesmíru je poměrně vzácný, jak to již vyplývá z jeho vysokého atomového čísla. V zemské kůře se vyskytuje v množství 0,025–0,045 %, čímž se řadí na 14. místo v zastoupení prvků podle výskytu. Jeho procentuální obsah odpovídá 390 ppm (parts per milion = počet částic na 1 milion částic) a ve výskytu se řadí před stroncium. V mořské vodě je jeho koncentrace pouze 0,03 mg Ba/l a ve vesmíru připadá na jeden atom barya přibližně 8 miliard atomů vodíku.
Nejznámějším minerálem barya je síran barnatý, baryt neboli těživec BaSO4 a witherit BaCO3. Další, méně významné, minerály baria jsou:
- nitrobaryt, chemicky dusičnan barnatý Ba(NO3)2
- barylit Ba4Al4Si7O24
- alstonit (Ca, Ba)CO3
- celsian BaAl2Si2O8
- hagertyt Ba(Fe2+6Ti5Mg)O19,
- harmotom (Ba0.5,Ca0.5,Na,K)5Al5Si11O32·12(H2O)
- kukharenkoit Ba3CeF(CO3)3
- psilomelan Ba(Mn2+)(Mn4+)8O16(OH)4
- sanbornit BaSi2O5
- todorokit (Mn,Mg,Ca,Ba,K,Na)2Mn3O12·3H2O.

Baryt se vyskytuje na mnoha místech ve světě, známá jsou ložiska v Rumunsku, Anglii, Itálii, Spojených státech amerických a na Ukrajině. V Česku se ložiska barytu vyskytují v okolí Příbrami, Harrachova a Teplic.

## Izotopy

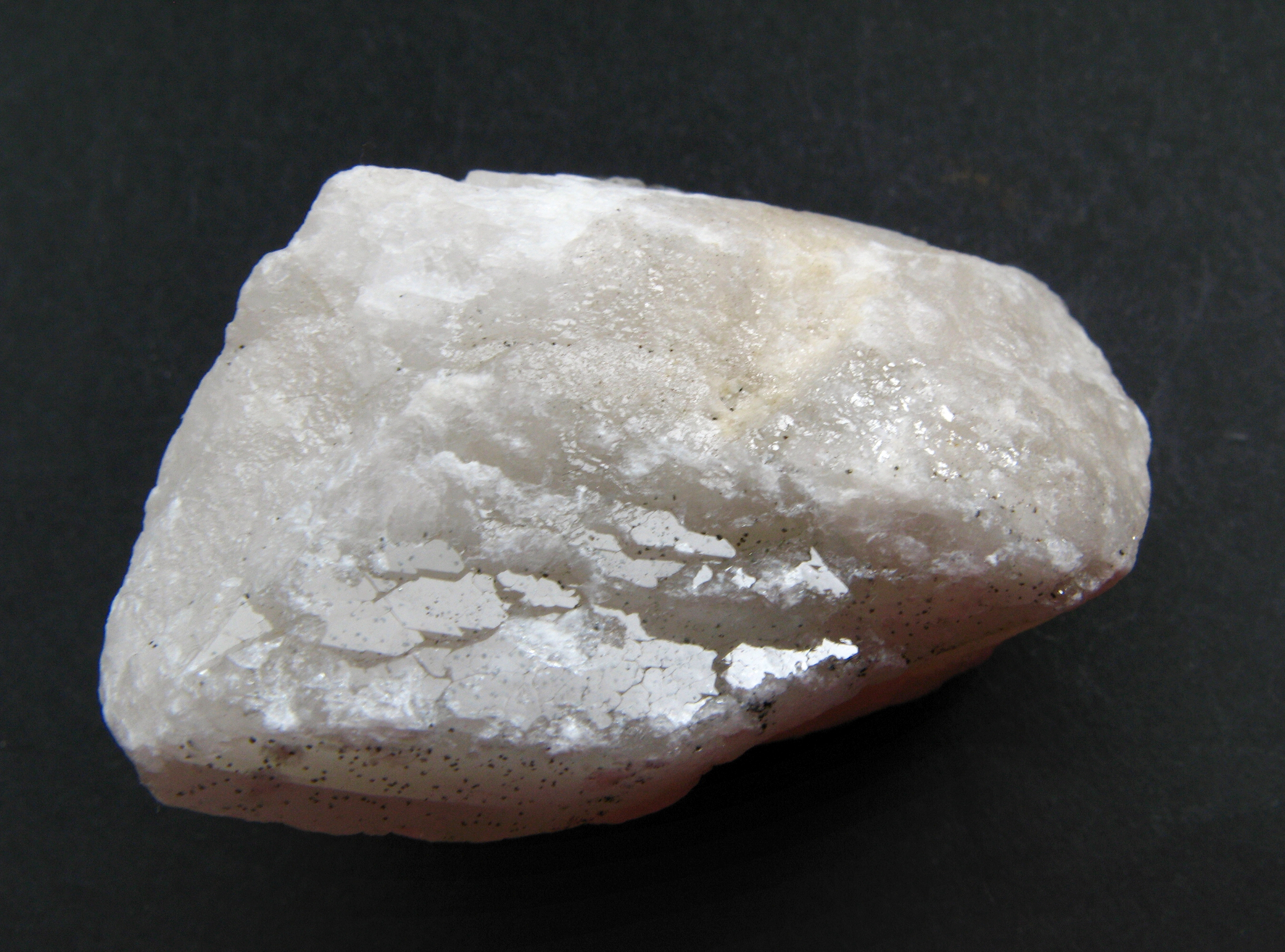
Witerit - přírodní forma uhličitanu barnatého

Přírodní baryum je směsí sedmi izotopů v zastoupení 130Ba (0,106 %), 132Ba (0,101 %), 134Ba (2,417 %), 135Ba (6,592 %), 136Ba (7,854 %), 137Ba (11,232 %) a 138Ba (71,698 %). Dalších 35 uměle připravených izotopů barya je silně radioaktivních, protože jejich poločas přeměny se pohybuje ve zlomcích sekund až milisekund, výjimku tvoří pouze izotop 133Ba, který má poločas přeměny 10,55 let. Baryum také vzniká jako jeden z produktů při výbuchu jaderné bomby, například:
235U + 1n → 145Ba + 88Kr + 3 1n

## Výroba

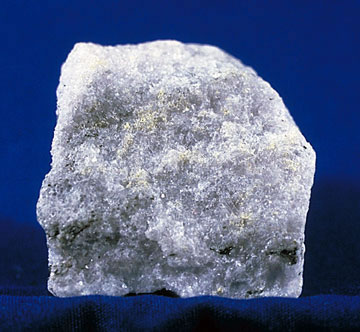
Baryt

Kovové baryum se průmyslově nejčastěji vyrábí z rudy barytu. V prvním kroku se ruda redukuje uhlíkem na sulfid barnatý a oxid uhličitý. V druhém kroku probíhá reakce sulfidu barnatého s vodou a oxidem uhličitý za vzniku uhličitanu barnatého a sulfanu. Ve třetím kroku se uhličitan barnatý tepelně rozloží na oxid barnatý a oxid uhličitý. Čtvrtý krok je vakuová redukce oxidu barnatého za vzniku barya.
BaSO4 + 2 C → BaS + 2 CO2
BaS + H2O + CO2 → BaCO3 + H2S
BaCO3 → BaO + CO2
3 BaO + 2 Al → Al2O3 + 3 Ba
Kovové baryum lze také vyrobit, ale ne v takové čistotě, elektrolýzou taveniny chloridu barnatého ve směsi s chloridem draselným. Dalším produktem této reakce je elementární chlor, který je ihned dále zpracováván v chemické výrobě. K elektrolýze se používá grafitová anoda, na které se vylučuje chlor, a železná katoda, na které se vylučuje baryum.
K přípravě elementárního barya se dá využít i samostatná vakuová redukce oxidu barnatého hliníkem nebo křemíkem při 1 200 °C.
3 BaO + 2 Al → Al2O3 + 3 Ba
3 BaO + Si → BaSiO3 + 2 Ba
K malé přípravě barya lze také využít tepelný rozklad azidu barnatého na dusík a baryum.

## Využití

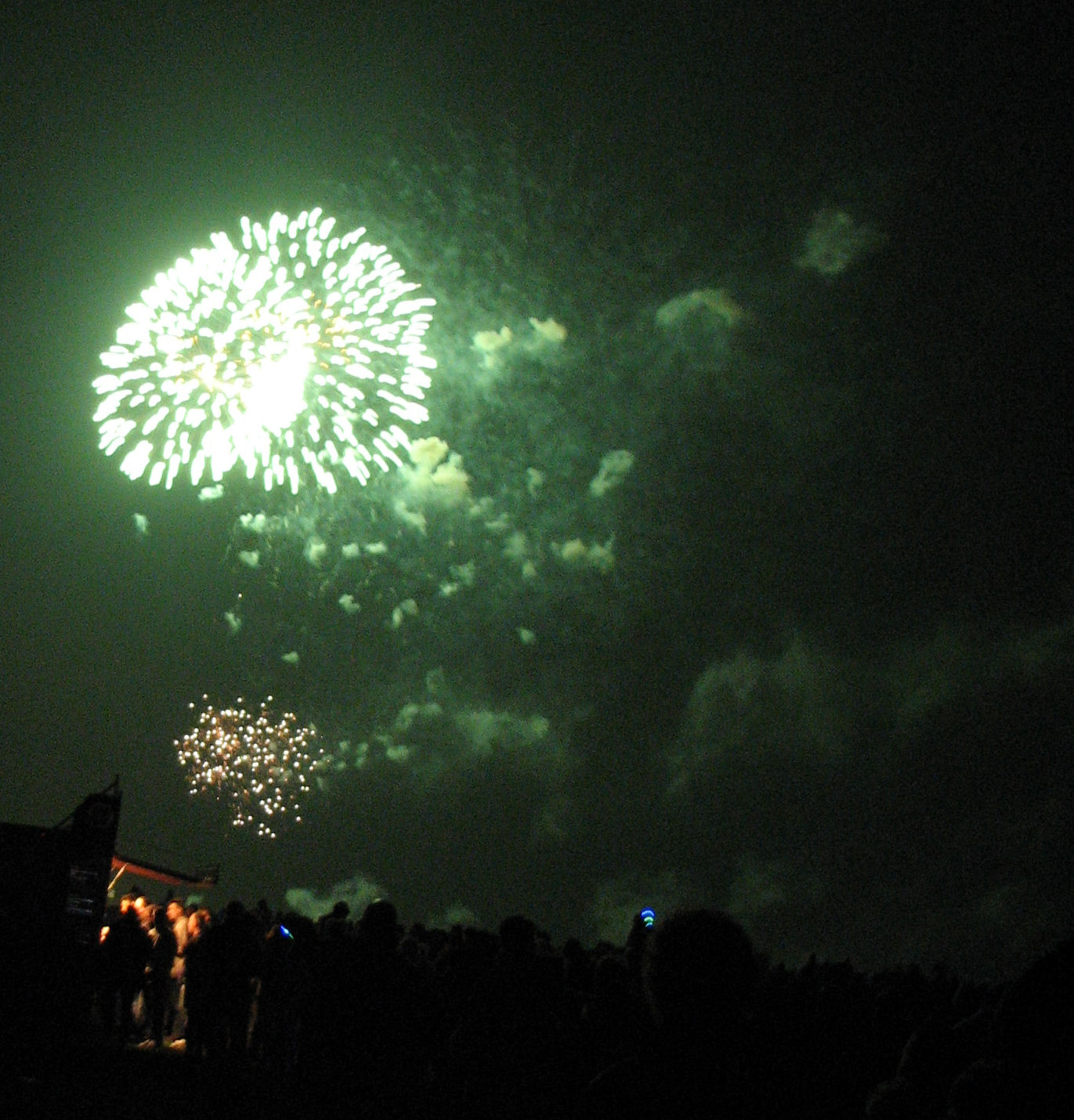
Baryem obarvená pyrotechnika

Sloučeniny barya, například peroxidu BaO2 nebo dusičnanu barnatého Ba(NO3)2 se využívají při výrobě pyrotechnických produktů pro jejich výraznou barevnou reakci v plameni - barví plamen světle zeleně.
- Peroxid barnatý se používá k bělení hedvábí, rostlinných vláken a slámy, k přípravě hydrogenperoxidu a peruhličitanu barnatého, jako přípravek k odbarvování olovnatých skel a jako dezinfekční prostředek.
- Další uplatnění mají sloučeniny barya ve speciálních aplikacích sklářského průmyslu, příkladem mohou být katodové trubice pro výrobu obrazovek barevných televizních přijímačů. V některých zářivkách slouží elementární baryum jako getr, tedy látka sloužící k likvidaci stopových množství kyslíku a vodních par v inertním plynu, jímž je svítidlo naplněno.
- Síran barnatý BaSO4 patří mezi nejvýznamnější sloučeniny barya. V analytické chemii se nízké rozpustnosti této sloučeniny využívá pro gravimetrické stanovení obsahu síranů ve vzorku. Pro nízké obsahy síranů, kdy vážení vysráženého síranu barnatého neposkytuje spolehlivé výsledky, je vhodnější metoda nefelometrická, hodnotící intenzitu vzniklého zákalu. V gumárenském průmyslu se používá jako plnivo kaučukových výrobků, které současně barví výsledný produkt bíle
- Suspenze síranu barnatého ve vodě vykazuje značně vysokou hustotu a nalézá uplatnění při těžbě ropy. Po vyčerpání většiny ropy z ložiska se barytová suspenze vtlačuje do vrtu a vytlačuje zbytky lehčí ropy k povrchu a umožňuje tak prakticky kompletní vytěžení vrtu.
- Baryum je jako poměrně velký atom schopno značné absorpce rentgenového záření. Při rentgenovém snímkování trávicího traktu vypije pacient suspenzi síranu barnatého ve vodě a po několika desítkách minut je možné získat velmi kvalitní snímek pacientova žaludku a střev. Nízká rozpustnost této sloučeniny přitom zamezí možnosti otravy pacienta toxickým iontem Ba2+. Síran barnatý je také složkou omítek, kterými jsou pokrývány zdi rentgenových ordinací a brání tak nechtěnému ozáření lékařského personálu.
- Velmi čistý síran barnatý je téměř ideálně bílý a nalézá uplatnění při výrobě součástí spektrometrických zařízení pro měření barevnosti různých látek (textilní průmysl, barviva v automobilovém průmyslu, …).
- Uhličitan barnatý se používá k výrobě skel, v keramickém průmyslu, k přípravě oxidu a peroxidu barnatého a je složkou otravných návnad na hlodavce.
- Titaničitan barnatý se od roku 2007 začíná používat do baterií příští generace, které mají sloužit k napájení elektromobilů.

## Sloučeniny

### Anorganické sloučeniny
- Hydrid barnatý BaH2 je bílá krystalická látka, která vzniká reakcí elementárního vodíku s baryem při vyšší teplotě a za o něco vyšší teploty se rozkládá na prvky. Vlastnostmi se podobá hydridům alkalických kovů.
- Oxid barnatý BaO je bílá práškovitá látka, která je velmi hygroskopická. Při mírném zahřívání přechází na peroxid barnatý, s vodou reaguje velmi živě za vzniku hydroxidu barnatého a velkého množství tepla. Připravuje se silným žíháním dusičnanu nebo jodidu barnatého, pokud se vyžíhá špatně, tak obsahuje peroxid barnatý. Nebo jej lze také připravit tepelným rozkladem uhličitanu barnatého.
- Hydroxid barnatý Ba(OH)2 je v bezvodém stavu bílý amorfní prášek. Ve vodě se rozpouští nejlépe ze všech hydroxidů kovů alkalických zemin (3,84 gramu hydroxidu ve 100 gramech vody) a rozpustnost s teplotou silně stoupá. Roztok hydroxidu barnatého, barytová voda, se používá v laboratoři jako zkoumadlo. Vzniká rozpouštěním oxidu barnatého ve vodě.
- Peroxid barnatý BaO2 je bílý, ve vodě málo rozpustný prášek. V roztoku může reagovat jako oxidační i redukční činidlo. Při teplotě 700 °C odštěpuje kyslík a přechází na oxid. Peroxid barnatý se připravuje zahříváním oxidu barnatého asi na 500 °C nebo hořením barya v kyslíkové atmosféře.

#### Soli
Větší část barnatých solí se ve vodě rozpouští, ale část se rozpouští hůře nebo vůbec, všechny soli mají bílou barvu (nebo jsou bezbarvé), pokud není anion soli barevný (manganistany, chromany). Barnaté soli jsou lépe rozpustné než soli hořečnaté, vápenaté a strontnaté a všechny rozpustné soli jsou prudce jedovaté. Barnaté soli vytváří snadno podvojné soli a také komplexy, které ale nejsou pro stroncium a i další kovy alkalických zemin typické.
- Fluorid barnatý BaF2 je bílá, krystalická, ve vodě málo rozpustná látka. Připravuje se srážením barnatých iontů ionty fluoridovými nebo reakcí hydroxidu barnatého či uhličitanu barnatého s kyselinou fluorovodíkovou.
- Chlorid barnatý BaCl2 je v bezvodém stavu bílá krystalická látka. Používá se ke změkčování kotelní vody s obsahem síranu vápenatého. Chlorid barnatý má hořkou chuť a je prudce jedovatý (jako protijed po vypláchnutí žaludku se užívá 1% roztok Glauberovy soli Na2SO4·10 H2O). Připravuje se reakcí hydroxidu barnatého či uhličitanu barnatého s kyselinou chlorovodíkovou.
- Bromid barnatý BaBr2 a jodid barnatý BaI2 jsou bílé krystalické látky, které se velmi dobře rozpouští ve vodě. Připravují se reakcí hydroxidu či uhličitanu barnatého s kyselinou bromovodíkovou popřípadě kyselinou jodovodíkovou.
- Dusičnan barnatý Ba(NO3)2 je bezbarvá krystalická látka, která se velmi dobře rozpouští ve vodě a je prudce jedovatá. V roztoku s alkalickými dusičnany tvoří podvojné soli. Nejjednodušeji se vyrábí rozpouštěním uhličitanu nebo hydroxidu barnatého v kyselině dusičné.
- Uhličitan barnatý BaCO3 je bílá, nerozpustná, práškovitá látka. V přírodě vyskytuje jako nerost witherit. Připravuje se srážením rozpustných barnatých solí roztokem uhličitanových aniontů nebo pohlcováním vzdušného oxidu uhličitého hydroxidem barnatým.
- Síran barnatý BaSO4 je bílá krystalická látka, nerozpustná ve vodě, která se v přírodě vyskytuje jako minerál baryt neboli těživec. Připravuje se reakcí uhličitanu nebo hydroxidu barnatého v kyselině sírové nebo srážením roztoků rozpustné barnaté soli solí rozpustného síranu.

### Organické sloučeniny
Mezi organické sloučeniny barya patří zejména barnaté soli organických kyselin a barnaté alkoholáty. K dalším barnatým sloučeninám patří organické komplexy. Zcela zvláštní skupinu organických barnatých sloučenin tvoří organokovové sloučeniny.

### Zdravotní riziko
Při vdechování prachových částic barya může dojít k zánětům průdušek a plic.
K otravě chloridem barnatým stačí asi 0,2 g, smrtelná dávka je 0,8 až 2 g.
Příznaky: dráždění trávicího ústrojí, slinění, zvracení, krvácení trávicího ústrojí, působí na nervový systém a na buňky kosterního a srdečního svalstva, třes, dýchací potíže, bolesti v celém těle.
Smrt nastává za plného vědomí zástavou srdce.
K otravám baryem může dojít při použití nekvalitního síranu barnatého coby kontrastní látky pro rentgen.
Protijedem je roztok síranu sodného